# Omphaloscelis obsoleta
Omphaloscelis obsoleta là một loài bướm đêm trong họ Noctuidae.